# Pietro Vecellio
Pietro Vecellio (Auronzo di Cadore, 15 marzo 1900 – 26 luglio 1997) è stato un politico italiano.

## Biografia
Ingegnere edile, esponente della Democrazia Cristiana, è Sindaco di Auronzo di Cadore dal 1951 al 1956.
Candidato al Senato alle elezioni politiche del 1958, non risulta eletto, ma subentra poi a Palazzo Madama il 17 gennaio 1962 dopo la morte del collega Giovanni Ponti. Alle seguenti elezioni del 1963 non viene eletto, ma subentra nuovamente al Senato in corso di legislatura, nel gennaio 1964, stavolta in seguito al decesso di Attilio Venudo. Termina il proprio mandato parlamentare nel 1968.
Muore il 26 luglio 1997, all'età di 97 anni.